# Вер, Хью де, барон Вер
Сэр Хью де Вер (англ. Sir Hugh de Vere; между июнем 1257 и мартом 1259 — после 22 мая 1319) — английский аристократ, 1-й барон Вер с 1299 года. Второй сын Роберта де Вера, 5-го графа Оксфорда, и его жены Элис де Санфорд, младший брат 6-го графа. До 1293 года был посвящён в рыцари. Нёс военную службу в Гаскони (1294—1297) и в Шотландии (1299—1318). Будучи капитаном крепости Сен-Север в Гаскони, 13 недель выдерживал осаду французской армии, но был вынужден капитулировать сдаться, когда закончилась провизия (1295). В 1300 году участвовал в осаде Карлаверока в Шотландии. 27 сентября 1299 года Хью вызвали в парламент как лорда, и это считается созданием титула барона Вера.
Барон был женат на Денисе Мунченси, дочери сэра Уильяма Мунченси. Этот брак остался бездетным, так что титул Хью перешёл в состояние бездействия.